# Pomatocalpa parvum
Pomatocalpa parvum är en orkidéart som först beskrevs av Henry Nicholas Ridley, och fick sitt nu gällande namn av Johannes Jacobus Smith. Pomatocalpa parvum ingår i släktet Pomatocalpa och familjen orkidéer. Inga underarter finns listade i Catalogue of Life.